# 裂叶星果草
裂叶星果草（学名：Asteropyrum cavaleriei）为毛茛科星果草属下的一个种。分布于中国四川西南、贵州、湖南西部、广西北部，云南东南（文山）。